# Desiderio Bravo Ortiz
Desiderio Bravo Ortiz (Chillán, 21 de junio de 1899-¿?) fue un abogado, funcionario y político chileno, miembro del Partido Radical (PR). Entre 1947 y 1953 se desempeñó como director general del Servicio de Registro Civil e Identificación de su país, bajo los gobiernos de los presidentes Gabriel González Videla y Carlos Ibáñez del Campo.

## Biografía

### Familia y estudios
Nació en la ciudad chilena de Chillán el 21 de junio de 1899, hijo de Pío Antonio Bravo y Desideria Ortiz. Realizó sus estudios primarios y secundarios en el Liceo de Chillán, continuando los superiores en la carrera de derecho en la Universidad de Chile, desde donde egresó en 1911 y se tituló como abogado en 1916, con la tesis La mayor edad.
Se casó con la descendiente inglesa Fresia Winifred Smith Jenning. De una relación anterior tuvo un hijo, Jorge.

### Carrera profesional
Inició su actividad laboral durante su época estudiantil como funcionario de la Municipalidad de Chillán, y una vez que obtuvo el título de abogado continuó desempeñándose en la Defensa Municipal. Se desempeñó como fiscal de la Caja de Empleados Municipales de Santiago, retirándose en 1933, y dedicándose a ejercer libremente su profesión. Posteriormente, viajó a Buenos Aires, Argentina, y fue comisionado ad honorem por el gobierno de Chile y la Municipalidad de Santiago, para estudiar problemas municipales.
Entre otras actividades, actuó como vicepresidente de la Compañía de Seguros "La Consistorial" S. A., y fue miembro del Club Radical y del Club Deportivo de la Universidad de Chile.

### Carrera política
Como estudiante universitario, fue miembro del directorio en el Centro de Estudiantes de Derecho.
Militó en las filas del Partido Radical (PR), siendo miembro del Tribunal Supremo (TS) de la colectividad. Asimismo, ejerció como presidente de la Asamblea Radical de Santiago y fue delegado en distintas convenciones generales. En las elecciones municipales de 1941, postuló como candidato a regidor por Santiago, resultando electo por el período 1941-1944.
Más adelante, en 1947 fue nombrado por el también radical, presidente Gabriel González Videla como director general del Servicio de Registro Civil e Identificación, ocupando el cargo hasta 1953, con ocasión de la segunda administración del presidente Carlos Ibáñez del Campo.